# 빌프리트 하네스
빌프리트 하네스(독일어: Wilfried Hannes, 1957년 5월 17일, 노르트라인-베스트팔렌 주 뒤렌-에히츠 ~)는 독일의 전직 프로 축구 선수로, 현역 시절 수비수로 활약했고, 이후 감독도 맡은 선수로, 유년 시절에 오른쪽 눈동자 종양으로 시각 장애를 앓고도 큰 성공을 거둔 선수로도 알려져 있다.

## 클럽 경력
하네스는 서독의 뒤렌-에히츠 출신이다. 처음에 스트라이커였던 그는 묀헨글라트바흐에서 수비수로 전향했는데, 그의 분데스리가를 치른 시즌에 묀헨글라트바흐는 분데스리가 정상에 오르고 UEFA컵도 석권했었다. 그는 견고한 지지기반을 둔 주요 선수로, 1976년과 1977년에 2년 연속으로 분데스리가를 우승했고, 1979년에는 UEFA컵을 들어올렸다. 그는 이 구단에서 활약하면서 1977년에는 유러피언컵 준우승을 거두었고, 1980년에는 UEFA컵을, 그리고 1984년에는 DFB-포칼을 준우승했다.
최후방 수비수로서, 하네스는 전방으로 쇄도해 멀리 공을 차넣어 득점을 성공시키기도 했다. 그는 머리도도 골망을 흔들었는데, 261번의 묀헨글라트바흐 경기에서 58골을 기록해 골 넣는 수비수로서 하네스는 기술과 득점본능을 발휘했다.

## 국가대표팀 경력
그의 서독 국가대표팀 일원으로서의 활약상은 1980년대 초에 1년 정도 활약한 것이 전부다. 이 기간 동안, 그는 8번의 경기에 출전했는데, 이 중 3경기는 1982년 월드컵 경기였다. 그는 서독 국가대표팀 일원으로 1982년 월드컵에 참가해 준우승에 입장했지만, 하네스는 한 경기도 출전하지 못했다. 그가 8번 출전에 그친 것은 자체 능력 부족보다는 푀르스터와의 상호 보완 효과 때문이었다는 주장이 있었다.
로타어 마테우스는 묀헨글라트바흐에서 신예였던 시절에 빌프리트 하네스와 동행하며 그로부터 많은 것을 배웠다고 밝혔다.

## 감독 경력
그는 알레마니아 아헨(1991–1994)을 제외하고 4부 리그의 구단들을 지휘했다. 그는 이후 5부 리그의 프라이알덴호벤을 지도했다.

## 경력 합계

### 클럽
| 구단           | 시즌      | 리그           | 리그 | 리그 | 컵   | 컵 | 대륙 | 대륙 | 기타 | 기타 | 합계 | 합계 |
| 구단           | 시즌      | 리그명         | 출장 | 골   | 출장 | 골 | 출장 | 골   | 출장 | 골   | 출장 | 골   |
| -------------- | --------- | -------------- | ---- | ---- | ---- | -- | ---- | ---- | ---- | ---- | ---- | ---- |
| 묀헨글라트바흐 | 1975–76   | 분데스리가     | 9    | 1    |      |    | 1    | 0    |      |      | 10   | 1    |
| 묀헨글라트바흐 | 1976–77   | 분데스리가     | 21   | 3    |      |    | 3    | 1    |      |      | 24   | 4    |
| 묀헨글라트바흐 | 1977–78   | 분데스리가     | 21   | 0    | 1    | 0  | 5    | 1    | 2    | 1    | 29   | 2    |
| 묀헨글라트바흐 | 1978–79   | 분데스리가     | 22   | 1    | 1    | 0  | 7    | 0    | –    | –    | 30   | 1    |
| 묀헨글라트바흐 | 1979–80   | 분데스리가     | 32   | 4    | 3    | 0  | 11   | 2    | –    | –    | 46   | 6    |
| 묀헨글라트바흐 | 1980–81   | 분데스리가     | 33   | 16   | 5    | 3  | 0    | 0    | –    | –    | 38   | 19   |
| 묀헨글라트바흐 | 1981–82   | 분데스리가     | 31   | 8    | 4    | 1  | 3    | 1    | –    | –    | 38   | 10   |
| 묀헨글라트바흐 | 1982–83   | 분데스리가     | 23   | 9    | 2    | 3  | 0    | 0    | –    | –    | 25   | 12   |
| 묀헨글라트바흐 | 1983–84   | 분데스리가     | 25   | 6    | 6    | 1  | 0    | 0    | –    | –    | 31   | 7    |
| 묀헨글라트바흐 | 1984–85   | 분데스리가     | 23   | 4    | 2    | 0  | 3    | 0    | –    | –    | 28   | 4    |
| 묀헨글라트바흐 | 1985–86   | 분데스리가     | 21   | 6    | 2    | 0  | 4    | 0    | –    | –    | 27   | 6    |
| 묀헨글라트바흐 | 합계      | 합계           | 261  | 58   | 26   | 8  | 37   | 5    | 2    | 1    | 326  | 72   |
| 샬케 04        | 1986–87   | 분데스리가     | 27   | 1    | 0    | 0  | –    | –    | –    | –    | 27   | 1    |
| 샬케 04        | 1987–88   | 분데스리가     | 21   | 3    | 1    | 0  | –    | –    | –    | –    | 22   | 3    |
| 샬케 04        | 합계      | 합계           | 48   | 4    | 1    | 0  | 0    | 0    | 0    | 0    | 49   | 4    |
| 벨린초나       | 1988–89   | 나치오날리가 A | 29   | 5    |      |    | –    | –    |      |      | 29   | 5    |
| 아라우         | 1989–90   | 나치오날리가 A | 13   | 1    |      |    | –    | –    |      |      | 13   | 1    |
| 경력 합계      | 경력 합계 | 경력 합계      | 351  | 68   | 27   | 8  | 37   | 5    | 2    | 1    | 417  | 82   |

1. ↑  인터콘티넨털컵 출전 경기 기록 포함

## 수상
묀헨글라트바흐
- 분데스리가: 1975–76, 1976–77
- UEFA컵: 1978–79